# Deniece Williams
Deniece Williams, geboren als June Deniece Chandler (Gary, Indiana, 3 juni 1950) is een Amerikaanse soulzangeres die een wereldhit had met "Too much, too little, too late", een duet met zanglegende Johnny Mathis. Een ander nummer dat zij met Johnny Mathis opnam was 'Without Us', de titelsong van de serie Family Ties.
Zij groeide op in een pinkstergemeente waar alleen maar gospelmuziek was geoorloofd en waar zij in het koor van deze kerk zat.
Williams brak definitief door met het nummer "Let's Hear It for the Boy", dat van de soundtrack van de film Footloose afkomstig is. Andere hits zijn: "Free", "That's What Friends Are For", "It's Gonna Take a Miracle", "Black Butterfly" en "It's Your Conscience".

## Discografie

### Albums
- This is Niecy (1976)
- Song Bird (1977)
- When Love Comes Calling (1979)
- My Melody (1981)
- It's Your Conscience (1981)
- Niecy (1982)
- I'm So Proud (1983)
- Let's Hear It for the Boy (1984, met hit Let's Hear It for the Boy)
- So Glad I Know (1986)
- Hot on the Trail (1986)
- Water Under the Bridge (1987)
- As Good As It Gets (1988)
- Special Love (1989)
- Lullabies to Dreamland (1991)
- Love Solves It All (1996)
- This is My Song (1998)
- Love, Niecy Style (2007)

### NPO Radio 2 Top 2000
| Nummers met noteringen in de NPO Radio 2 Top 2000  | '99  | '00  |
| -------------------------------------------------- | ---- | ---- |
| Let's hear it for the boy                          | 1811 | 1971 |
| Too Much, Too Little, Too Late (met Johnny Mathis) | 1843 | -    |

1. ↑  Een '-' betekent dat het nummer niet was genoteerd en een vetgedrukt getal geeft de hoogste notering van een nummer aan.
2. ↑  Deze tabel is bijgewerkt tot en met de laatste editie (2024).

- Bibliothèque nationale de France: cb13901178k (data)
- Gemeinsame Normdatei: 134557484
- International Standard Name Identifier: 0000 0000 7364 1133
- Library of Congress Control Number: n91109513
- MusicBrainz: f28dc56d-0bd4-485f-92a2-5c3e0e9b57cd
- Nederlandse Thesaurus van Auteursnamen: 071025146
- SNAC: w6sf3xg1
- Virtual International Authority File: 10035123
- WorldCat: E39PBJdh3XWBrr3YBvKrwxQcyd